# Pseudargyra fuscipennis
Pseudargyra fuscipennis är en tvåvingeart som beskrevs av Van Duzee 1930. Pseudargyra fuscipennis ingår i släktet Pseudargyra och familjen styltflugor. Inga underarter finns listade i Catalogue of Life.